# Периоглулар (Агджабединский район)
Периоглулар (азерб. Pərioğlular) — село в Периоглуларском административно-территориальном округе Агджабединского района Азербайджана.

## Этимология
Название села происходит от основавшего село рода Периогуллар из племени кебирли.

## История
Село Пари-оглиляр в 1913 году согласно административно-территориальному делению Елизаветпольской губернии относилось к Гиндархскому сельскому обществу Шушинского уезда.
В 1926 году согласно административно-территориальному делению Азербайджанской ССР село относилось к дайре Агджабеды Агдамского уезда.
После реформы административного деления и упразднения уездов в 1929 году был образован Гаджибеделлинский сельсовет в Агджабединском районе Азербайджанской ССР.
Согласно административному делению 1961 и 1977 года село Периоглулар входило в Гаджибеделлинский сельсовет Агджабединского района Азербайджанской ССР.
В 1999 году в Азербайджане была проведена административная реформа и внутри Гаджибеделлинского административно-территориального округа был учрежден Периоглуларский муниципалитет Агджабединского района.
8 февраля 2000 года из состава Гаджибеделлинского административно-территориального округа выделен новый, Периоглуларский.

## География
Периоглулар расположен на берегу реки Верхне-Карабахского канала.
Село находится в 11 км от райцентра Агджабеди и в 287 км от Баку. Ближайшая железнодорожная станция — Агдам (действующая — Халадж).
Село находится на высоте 31 метр над уровнем моря.

## Население
| Численность населения | Численность населения | Численность населения | Численность населения |
| 1886                  | 1989                  | 1999                  | 2009                  |
| --------------------- | --------------------- | --------------------- | --------------------- |
| 238                   | ↗1000                 | ↗1398                 | ↗1586                 |

В 1886 году в селе проживало 238 человек, все — азербайджанцы, по вероисповеданию — мусульмане-шииты.
Население преимущественно занимается хлопководством, выращиванием зерна и животноводством.

## Климат
| Показатель                    | Янв. | Фев. | Март | Апр. | Май  | Июнь | Июль | Авг. | Сен. | Окт. | Нояб. | Дек. | Год  |
| ----------------------------- | ---- | ---- | ---- | ---- | ---- | ---- | ---- | ---- | ---- | ---- | ----- | ---- | ---- |
| Средний суточный максимум, °C | 6,4  | 7,6  | 11,1 | 18,9 | 23,8 | 28,6 | 31,7 | 31,3 | 26,5 | 21,1 | 14,0  | 8,6  | 19,1 |
| Средняя температура, °C       | 2,6  | 3,7  | 6,8  | 13,6 | 18,3 | 23,1 | 25,9 | 25,2 | 21,2 | 16,3 | 10,0  | 4,8  | 14,3 |
| Средний суточный минимум, °C  | −1,1 | −0,1 | 2,6  | 8,3  | 12,9 | 17,6 | 20,2 | 19,2 | 16,0 | 11,5 | 6,0   | 1,0  | 9,5  |
| Норма осадков, мм             | 23   | 26   | 31   | 44   | 51   | 38   | 15   | 18   | 23   | 43   | 28    | 34   | 373  |

Среднегодовая температура воздуха в селе составляет +14,3 °C. В селе полупустынный климат.

## Инфраструктура
В селе расположены почтовое отделение, средняя школа, детский сад, клуб, врачебный пункт.